# Myomimus
Il ghiro coda di topo (Myomimus, Ognev, 1924) è un genere di roditori della famiglia dei Gliridi.

## Sistematica
Il genere comprende le seguenti specie:
- Myomimus personatus - ghiro coda di topo mascherato
- Myomimus roachi - ghiro coda di topo di Roach
- Myomimus setzeri - ghiro coda di topo di Setzer

## Descrizione
La lunghezza del corpo, testa inclusa, è tra 61 e 120 mm., quella della coda tra 53 e 94 mm., il peso tra 21 e 56 g. Il colore è tra grigio e ocra sul dorso, bianco sul lato ventrale e sulle zampe, con una netta linea di demarcazione tra le due zone.
A differenza degli altri membri della famiglia, che sono dotati di coda folta, il ghiro coda di topo ha sulla coda solo pochi peli bianchi. Le femmine hanno 7 paia di mammelle.

## Distribuzione e habitat
Le informazioni disponibili sono scarse anche sull'areale. Scoperto nel 1924 in Turkmenistan, la sua presenza in zone più occidentali è stata provata solo nel 1991, quando Kurtonur e Ozkan provarono che il genere è diffuso in Tracia.

## Biologia
A differenza degli altri gliridi non conduce vita arboricola, ma sembra vivere al suolo o in tane sotterranee.